# Tierra amarilla
Película china de 1984, dirigida por Chen Kaige. Está basada en una novela de Ke Lan. El idioma original es el mandarín.

## Argumento
Un soldado del ejército comunista es enviado a las zonas rurales para recopilar las canciones populares de tono alegre y feliz. El soldado es acogido por una familia campesina y se enamora de una muchacha. Cuando se da cuenta de que todas las canciones tienen un aire triste y, por tanto, no puede cumplir su misión, habrá de reincorporarse a filas.

## Otros créditos
- Montaje: Pei Xiaonan.
- Color: Eastmancolor.

## Premios
- 1985 - Mejor película en el Festival Internacional de Cine de Hawái.
- 1985 - Chen Kaige, Leopardo de Plata al Mejor director en el Festival Internacional de Cine de Locarno y Mención Especial del Jurado.